# Schumacherita
La schumacherita és un mineral de la classe dels fosfats. Fou anomenada així en honor de Friedrich Schumacher, professor de mineralogia de la Universitat de Freiberg i Bonn (Alemanya). Pertany al grup de la preisingerita i forma part de la sèrie de la petitjanita-schumacherita i la de la preisingerita-schumacherita.

## Característiques
La schumacherita és un vanadat de fórmula química Bi₃(VO₄)₂O(OH). Cristal·litza en el sistema triclínic. La seva duresa a l'escala de Mohs és 3.
Segons la classificació de Nickel-Strunz, la schumacherita pertany a «08.BO: Fosfats, etc. amb anions addicionals, sense H₂O, només amb cations de mida gran, (OH, etc.):RO₄ sobre 1:1» juntament amb els següents minerals: preisingerita, petitjeanita, nacafita, atelestita, hechtsbergita, smrkovecita, kombatita, sahlinita, heneuïta, nefedovita, kuznetsovita, artsmithita i schlegelita.

## Formació i jaciments
És un mineral molt rar que s'ha trobat en zones oxidades de dipòsits hidrotermals rics en bismut. S'ha descrit associada a pucherita, namibita, quars (Schneeberg, Alemanya); bismutita, bismutoferrita, bismutostibiconita, koechlinita, namibita (Califòrnia, EUA); beyerita, namibita (Colorado, EUA); mrazekita i pucherite (Morass Creek, Austràlia).